# One Metropolitan Square
Le One Metropolitan Square est un gratte-ciel de bureaux de 181 mètres de hauteur construit à Saint-Louis en 1989. L'immeuble a été conçu par le cabinet d'architecte Hellmuth, Obata & Kassabaum, la plus importante agence américaine d'architecture, qui y a logé son siège mondial. 
C'est le plus haut immeuble de Saint Louis.
La surface de plancher de l'immeuble est de 88 559 m2.